# Artur Eduardo Benevides
Artur Eduardo Benevides (Pacatuba, 25 de julho de 1923 - Fortaleza, 21 de setembro de 2014), foi um poeta, ensaísta e contista brasileiro, com mais de quarenta livros publicados.

## Biografia
Foi eleito, em 1985, o Príncipe dos Poetas Cearenses, título já detido pelo Padre Antônio Tomás, por Cruz Filho e por Jáder de Carvalho. Bacharel em Direito e em Letras, foi professor titular da Universidade Federal do Ceará.
Foi membro da Academia Cearense de Letras, tendo sido seu presidente entre 1995 e 2005); da Academia Cearense da Língua Portuguesa, da Academia de Artes e Letras do Nordeste - Ceará, da qual é Presidente de Honra e da Academia Fortalezense de Letras, integrante, também, do Grupo Clã. Em 2000 concorreu a uma vaga para a Academia Brasileira de Letras, porém a eleição foi vencida pelo escritor Ivan Junqueira.
Artur Eduardo Benevides obteve mais de trinta prêmios literários, destacando-se o Prêmio Rio de Literatura em 1986, Poesia e Prêmio Bienal Nestlé de Literatura, em 1988. Para comemorar os 80 anos do poeta, em 2003, o escritor José Luís Lira organizou o livro "O Poeta do Ceará - Artur Eduardo Benevides", com biografia e trechos principais da obra do autor. O livro saiu com o selo da Academia Fortalezense de Letras, da qual José Lira é fundador, juntamente com Matusahila Santiago. e Artur Eduardo Benevides é Presidente de Honra.
Faleceu em 21 de setembro de 2014, em decorrência de falência múltipla dos órgãos.

## Obras
- A missão do escritor e a crise do espírito (1973),[12]
- Evolução da poesia e do romance cearenses (1976),[13]
- Oráculo de Delfos ou as Vinhas amargas do silêncio: poemas (1981),[14]
- A rosa do caos, ou, Canções de quase amanhecer (1987),[15]
- Os deltas do sono e o navegar das tardes em setembro: poesia (1988),[16]
- Cantares de outono ou os navios regressando às ilhas: poemas (2004),[17]

## Homenagens
- Recebeu do Grupo Edson Queiroz o Troféu Sereia de Ouro,[18]